# Франкофоли де Монреаль
Франкофоли́ де Монреа́ль (фр. Les FrancoFolies de Montréal) — ежегодный музыкальный фестиваль, проводимый в Монреале в середине июня, крупнейший во франкофонном мире.

## Особенности фестиваля
В отличие от других музыкальных фестивалей, традиционно проходящих летом в Квебеке, Франкофоли посвящён популярной музыке на французском языке либо в исполнении артистов из франкофонных стран. Среди музыкальных стилей, которые звучат на фестивале на протяжении почти двух недель — рок, поп, шансон, хип-хоп, фолк, панк и многие другие.
Многие представления даются бесплатно и устраиваются на разнообразных открытых площадках в районе Площади искусств (фр. Place des Arts) в центре города. Другие шоу идут в ближайших театрах и концертных залах, и для них зрители приобретают билеты.
Франкофоли де Монреаль считается крупнейшим франкофонным музыкальным фестивалем: в 2013 году на юбилейном, 25-м фестивале, почти миллион зрителей имели возможность увидеть 250 представлений, в том числе 180 бесплатных на 7-ми открытых площадках. В фестивале участвовало более 1000 артистов из 13 стран.

## История
Фестиваль возник в 1989 году по инициативе Жана-Луи Фулкье (фр. Jean-Louis Foulquier), основателя фестиваля Франкофоли де Ла-Рошель (фр. Francofolies de La Rochelle), Алена Симара (фр. Alain Simard), основателя Международного джазового фестиваля в Монреале (фр. Festival International de Jazz de Montréal) и Ги Лятраверса (фр. Guy Latraverse), известного в Квебеке музыкального продюсера.
С 1989 по 1993 годы фестиваль проходил в сентябре или ноябре. С 1994 по 2009 годы - в августе. Однако, начиная с 2010 года, фестиваль проводится в середине июня. Этот перенос сроков устраняет невольную «конкуренцию» между различными летними фестивалями в Квебеке.

## Приз имени Феликса Леклерка
С 1996 года фестиваль Франкофоли совместно с Фондом Феликса Леклерка вручают Приз имени Феликса Леклерка (фр. Prix Félix‑Leclerc) двум молодым авторам-исполнителям песен (одному из Франции и одному из Квебека) с целью стимулировать создание и распространение песен на французском языке. Кандидаты на получение приза должны иметь преимущественно оригинальный франкофонный репертуар и выпустить по крайней мере один диск.